# Казарин, Владимир Павлович
Владимир Павлович Казарин (укр. Володимир Павлович Казарін; 15 августа 1952, Ашхабад) — советский и украинский филолог и пушкиновед. Доктор филологических наук, профессор. Ректор Таврического национального университета имени В. И. Вернадского, расположенного в Киеве, с 2015 года. Депутат Верховного Совета Автономной Республики Крым IV и V созыва. Член Национального союза писателей Украины.
Под руководством Казарина было защищено 17 кандидатских диссертаций. Заслуженный работник образования Украины (2008).

## Биография
Родился 15 августа 1952 года в Ашхабаде в семье военнослужащего. Отец — Павел Фёдорович Казарин, родом из Волгограда. Военный. Участник Великой Отечественной и Корейской войны. Являлся командиром дивизии морской пехоты во Владивостоке. Мать — уроженка Читинской области. Портниха. Дед по отцу — белогвардеец. Бабушка по отцовской линии проживала в Польше и была выслана на север России за участие в восстании 1863—1864 годов. Дед по матери — красноармеец.
Вместе с отцом семья часто переезжала. Так, Владимир учился в школах Москвы, Одессы и Феодосии. В одной из московских школ учился вместе с будущим министром обороны Украины Александром Кузьмуком.
Поступал на филологический факультет МГУ, однако в итоге учился в Дальневосточном государственном университете по специальности «русский язык и литература», который окончил в 1974 году. В 1978 году окончил аспирантуру Ленинградского государственного университета им. А. Жданова.
В 1978 году начал работать в Дальневосточном государственном университете, где являлся ассистентом кафедры, и. о. заведующего кафедрой, старшим преподавателем кафедры русской, советской и зарубежной литературы.
В 1979 году — замполит батальона плавающих танков.
С 1981 года по 1985 год — доцент кафедры русской и зарубежной литературы, младший научный сотрудник, старший научный сотрудник, заведующий кафедрой русской и зарубежной литературы Симферопольского государственного университета им. М. В. Фрунзе. С 1985 года по 1988 год — освобождённый секретарь партийного комитета Симферопольского государственного университета. В 1988 году ушёл по собственному желанию из партийной деятельности в связи с несогласием с реформами Михаила Горбачёва.
С 1988 года являлся заведующим кафедрой русской и зарубежной литературы, проректором по гуманитарному образованию, перспективному развитию и международным связям Симферопольского государственного университета им. М. В. Фрунзе. С 1988 года — доктор филологических наук, а с 1989 года — профессор. В 1994 году стал действительным членом Крымской академии наук.
С 1996 года по 2016 год — член Союза писателей России. Являлся председателем Крымского республиканского объединения «Межнациональное согласие» и Генеральным директором Крымского центра гуманитарных исследований.
В мае 2005 года стал проректором Таврического национального университета им. В. И. Вернадского.
В 2011 году стал заведующим кафедры русской и зарубежной литературы Таврического национального университета.
После аннексии Крыма Россией принял российское гражданство и продолжил работу в новосозданном Крымском федеральном университете. На конференции «Форум 2000» в Праге 15 сентября 2015 года Казарин раскритиковал уровень образования в Крыму после 2014 года. Спустя месяц появилась информация о его увольнении из университета.
19 ноября 2015 года Казарин был назначен ректором Таврического национального университета в Киеве.

## Политическая деятельность
С 1991 года по 2015 год — председатель Крымского общества русской культуры. Одной из основных целей данной организации, по словам самого Казарина, было противостояние украинизации высшего образования. Казарин выступал за присвоение русскому языку статуса второго государственного на Украине. В 2005 году подписал коллективное письмо в защиту русского языка на Украине.
Являлся членом Коммунистической партии Украины. С 1992 года по 1994 год — первый секретарь Симферопольского горкома Союза коммунистов Крыма, а с 1994 года по 1999 год — секретарь Крымского комитета Компартии Украины.
С 2001 года по 2004 год — заместитель Председателя Совета министров Крыма в правительствах Сергея Куницина и Валерия Горбатова. Являлся депутатом Верховного Совета Крыма IV созыва (2002—2006) от КПУ и V созыва (2006—2010) от Блока Куницина. В октябре 2004 года был исключён из Коммунистической партии за поддержку на выборах президента Украины Виктора Януковича, а не Петра Симоненко. Позже, с 2004 года по 2008 год являлся членом Народно-демократической партии, а с 2008 года по 2009 год — являлся членом партии «Единый центр».
10 июля 2006 года назначен первым заместителем председателя Севастопольской городской государственной администрации, которую возглавлял Сергей Куницын. В 2009 году по данным еженедельника «Комментарии» Казарин вошёл в список 15 самых влиятельных политиков Севастополя. Во время работы в Севастополе местная оппозиция и пророссийские организации критиковали Казарина за «украинизацию» города. Позже, Куницын был назначен представителем президента Украины в Крыму и Казарин стал его первым замом. Работал в этой должности и после отставки Куницына под руководством Виктора Плакиды. 12 января 2011 года Казарин был отправлен в отставку.
28 октября 2012 года на выборах в Верховную раду Украины набрал 1 % голосов избирателей, заняв одиннадцатое место в одномандатном округе.

## Награды и звания
- Благодарность Госкомитета СССР по народному образованию (19 декабря 1988) — за активное участие в развитии университетского образования
- Почётная грамота Совета министров Автономной Республики Крым (12 января 2000) — за значительный вклад в укрепление межнациональных отношений в Крыму и развитие национальной культуры
- Заслуженный деятель науки и техники Автономной Республики Крым (13 августа 2002)
- Благодарность Совета министров Автономной Республики Крым (15 августа 2002) — за многолетний добросовестный труд, весомый вклад в социально-экономическое и культурное развитие Автономной Республики Крым, подготовку высококвалифицированных научных кадров, большую общественно-политическую деятельность и в связи с 50-летием со дня рождения
- Памятный нагрудный знак «60 лет освобождения г. Киева от фашистских захватчиков» (17 октября 2003)
- Медаль «15 лет Вооружённым силам Украины» (23 апреля 2007)
- Почётная грамота Кабинета Министров Украины (14 августа 2007)
- Медаль Пушкина (31 октября 2007) — за большой вклад в распространение, изучение русского языка, сохранение культурного наследия, сближение и взаимообогащение культур наций и народностей[26][27]
- Заслуженный работник образования Украины (11 июня 2008) — за значительные личные заслуги в социально-экономическом и культурном развитии города Севастополя, весомые трудовые достижения, многолетний добросовестный труд и по случаю Дня города Севастополя[28]

## Личная жизнь
Жена — Серафима. Трое детей — две дочери и сын Павел (1984), который является украинским журналистом.